# Ґілберт Лоз (яхтсмен)
Ґілберт Лоз (англ. Gilbert Laws, 6 січня 1870 — 3 грудня 1918) — британський яхтсмен.
Олімпійський чемпіон 1908 року в класі 6 метрів.